# Jorge Hernández (futbolista nacido en 1988)
Jorge Hernández González (Guadalajara, Jalisco, 22 de febrero de 1988) es un exfutbolista y entrenador mexicano.

## Trayectoria
En el 2006 fue fichado por el FC Barcelona y cedido al Barbate CF de la Primera División de Andalucía de la Liga Española de Fútbol, pero decide optar por el club Atlas de la Primera División de México.
Jugó siempre en divisiones inferiores del Atlas de Guadalajara y debutó hasta el 2007 en un partido en donde el Atlas de Guadalajara recibía al Toluca en el Estadio Jalisco, este encuentro terminó con un empate.
Posteriormente fue prestado en el 2009 al Morelia, para después tener un breve paso por la división de ascenso con los Tiburones Rojos de Veracruz, y a partir de diciembre de 2010, se enrola con los potros de hierro del Atlante donde jugó una temporada.
El 6 de junio del 2012 fue traspasado al Club Tijuana, se desconoce los detalles del traspaso. Allí fue campeón del Torneo Apertura 2012 y se mantuvo hasta junio de 2014 en donde fue enviado al Santos de Costa Rica.
El 2 de enero de 2015, se anunció su traspaso a los Leones Negros de la Universidad de Guadalajara. Club con el cual desciende a la Liga de Ascenso de México al finalizar el torneo Clausura 2015, manteniéndose jugando en la división de plata con los universitarios hasta la fecha.
En la actualidad funge como director técnico de la tercera división del Atlas FC.

## Selección nacional

### Selecciones inferiores
Quedó campeón con el equipo mexicano en el mundial Sub-17 y participó en la copa mundial Sub-20 celebrada en Canadá, ambas con la dirección técnica de Jesús Ramírez. Vivió en carne propia el fracaso de Carson, jugó aquel partido en donde México debía anotarle 6 goles a Haití y no pudo conseguirlo.

### Participaciones en Copas del Mundo
| Mundial                | Sede | Resultado |
| ---------------------- | ---- | --------- |
| Mundial Sub-17 de 2005 | Perú | Campeón   |

## Clubes
| Club                         | País       | Año         |
| ---------------------------- | ---------- | ----------- |
| Atlas de Guadalajara         | México     | 2007 - 2009 |
| Monarcas Morelia             | México     | 2009 - 2010 |
| Tiburones Rojos de Veracruz  | México     | 2010        |
| Atlante                      | México     | 2011 - 2012 |
| Club Tijuana                 | México     | 2012 - 2013 |
| Atlante                      | México     | 2013 - 2014 |
| Santos de Guápiles           | Costa Rica | 2014        |
| Leones Negros de la U. de G. | México     | 2015 - 2017 |

## Estadísticas como entrenador
| Atlas "B" · México        |                      |                      |    |    |    |    |     |     |        |        |
| 4.ª                       | 2019-20              | 24                   | 17 | 4  | 3  | 65 | 21  | +44 | 76.39% |        |
| Total club                | Total club           | 24                   | 17 | 4  | 3  | 65 | 21  | +44 | 76.39% |        |
| C. Deportivo Zap · México |                      |                      |    |    |    |    |     |     |        |        |
| 3.ª                       | 2021-22              | 24                   | 13 | 1  | 10 | 43 | 35  | +8  | 54.79% |        |
| Total club                | Total club           | 24                   | 13 | 1  | 10 | 43 | 35  | +8  | 54.79% |        |
| Tecos F. C. · México      |                      |                      |    |    |    |    |     |     |        |        |
| 3.ª                       | 2022-23              | 22                   | 10 | 3  | 9  | 30 | 27  | +3  | 50%    |        |
| 3.ª                       | 2023-24              | 29                   | 11 | 6  | 12 | 42 | 36  | +8  | 44.83% |        |
| Total club                | Total club           | 51                   | 21 | 9  | 21 | 72 | 63  | +9  | 47.06% |        |
| Total en sus equipos      | Total en sus equipos | Total en sus equipos | 99 | 51 | 14 | 34 | 180 | 119 | +61    | 56.23% |

## Palmarés

### Campeonatos nacionales
| Título                     | Club         | País   | Año  |
| -------------------------- | ------------ | ------ | ---- |
| Primera División de México | Club Tijuana | México | 2012 |

### Campeonatos internacionales
| Título                        | Equipo                               | Sede | Año  |
| ----------------------------- | ------------------------------------ | ---- | ---- |
| Copa Mundial de Fútbol Sub-17 | Selección de fútbol sub-17 de México | Perú | 2005 |